# Bal à L'Ouest
Albums de Red Cardell
Sans fard
(2003) Naître
(2006)
Bal à L'Ouest est le 8e album et 2e live du groupe Red Cardell.

## Liste des titres
| No  | Titre                 | Durée      |
| --- | --------------------- | ---------- |
| 1.  | En transit 1          | 1 min 18 s |
| 2.  | Joli Coucou           | 5 min 54 s |
| 3.  | Les Gueux             | 8 min 16 s |
| 4.  | En transit 2          | 1 min 29 s |
| 5.  | Waltz                 | 4 min 14 s |
| 6.  | Polka                 | 2 min 31 s |
| 7.  | En transit 3          | 15 s       |
| 8.  | Chow                  | 7 min 58 s |
| 9.  | En transit 4          | 34 s       |
| 10. | I closed my eyes      | 3 min 39 s |
| 11. | En transit 5          | 40 s       |
| 12. | Sans fard             | 2 min 46 s |
| 13. | EN transit 6          | 30 s       |
| 14. | The bottle is empty   | 2 min 11 s |
| 15. | En transit 7          | 55 s       |
| 16. | Si 1000 choses        | 5 min 11 s |
| 17. | We've got to be alone | 6 min 50 s |
| 18. | Le Petit Bistrot      | 3 min 59 s |
| 19. | En transit 8          | 1 min 07 s |

- Textes : Jean-Pierre Riou
- Musiques : Red Cardell

## Crédits

### Musiciens
- Manu Masko : batterie, samples, Claviers, voix.
- Jean-Michel Moal : accordéon, synthétiseurs, voix
- Jean-Pierre Riou : guitares, bombarde, Harmonica, chant

### Réalisation
- Produit par : Kas Ha Bar
- Distribué par : Avel Ouest - Coop Breizh
- Réalisé par : Red Cardell
- Enregistré par : Damien Hélary et François Gaucher en 4 pistes de juin à septembre 2004. Puis Mixé, goupillé et mis en forme au studio Alhambra-Colbert à Rochefort.
- Masterisé par : Raphaël Jonin chez Dyam music
- Photographies : Loïc Boisard, Dominique Copin, Martine et Serge Le Berre
- Conception graphique : Emmanuelle Le Turdu